# Руффини, Паоло (журналист)
Паоло Руффини (итал. Paolo Ruffini; род. 4 октября 1956, Палермо, Италия) — итальянский журналист и ватиканский куриальный сановник. Префект Дикастерии по делам коммуникаций с 5 июля 2018. Сын политика Аттилио Руффини и племянник кардинала Эрнесто Руффини и политика Энрико Ла Лоджа, он занимал важные роли сначала в газетах Il Mattino и Il Messaggero, в RAI, а затем был директором TV2000.